# Joaquín Reza
Joaquín Reza es un artista plástico y psicoterapeuta mexicano. Nació en 1976 en México. Se dedica a la pintura, escultura y fotografía, así como a la psicoterapia humanista.

## Formación
Estudió psicología en la UNAM, su tesis fue acerca de psicología del arte, cursó diplomados de dibujo y creatividad en la Escuela de Diseño del INBA con la maestra Nora Souza.
Participó con el colectivo Túneles del Arte en el XXVII Festival Cervantino, ha expuesto en México, Alemania, Estados Unidos e Inglaterra, y su obra se ha presentado en ferias de arte internacional en Nueva York y Miami.
En el año 2003 fue invitado por el gobierno de Alemania para llevar a cabo una residencia artística en el Denkmalschmiede Höfgen.
En abril del año 2007 participó en el proyecto EstaciónARTE en la Ciudad de México.
Ha obtenido diversos reconocimientos, entre los cuales se cuentan: Mención Honorífica en el Art Now Global Contest (Inglaterra); Mención Especial Liteco en el Fine Art Show Internacional (Estados Unidos) y Diploma al Mérito otorgado al final de la Art Expo New York (Estados Unidos).
Actualmente[¿cuándo?] su obra se encuentra en México, Alemania, Estados Unidos, Inglaterra, Suiza, China, Canadá, República Checa, Austria, España y Rusia.

## Exposiciones
| Año  | Exposición                                                                                 |
| ---- | ------------------------------------------------------------------------------------------ |
| 1998 | Galería Códice, Escuela de Diseño del INBA.                                                |
| 1999 | Foro Cultural El Circo Volador.                                                            |
| 1999 | La Silla de Ruedas a Fin de Milenio.                                                       |
| 2000 | Foro Cultural La Floresta.                                                                 |
| 2000 | Primer Festival de Literatura Alternativa.                                                 |
| 2000 | Ecléctica de Fin de Milenio.                                                               |
| 2000 | Festival por la Alegre Rebeldía.                                                           |
| 2000 | Túneles del arte (XXVII Festival Cervantino) Guanajuato, México.                           |
| 2000 | Festival La Noche de las Musas.                                                            |
| 2001 | Accesibilidad en la Red, ITSM.                                                             |
| 2001 | Segundo Festival de Literatura Alternativa.                                                |
| 2001 | Foro Cultural CECOI.                                                                       |
| 2002 | Jóvenes creadores (psicología, UNAM).                                                      |
| 2002 | Nuestro movimiento es la cultura (Sede del PRI)                                            |
| 2003 | Jóvenes creadores (psicología, UNAM).                                                      |
| 2003 | Noche de Estudio Abierto, Denkmalschmiede Höefgen, Alemania.                               |
| 2005 | Art Now! Artoteque, Londres, Inglaterra.                                                   |
| 2005 | Fine Art Show International «Sensaciones Latinas», Galería Arts and Artists, Miami, E.U.A. |
| 2006 | Expo Art New York 2006. Florida Sysproductions Gallery.                                    |
| 2006 | Festival del Centro Histórico; MUNAL, México, D.F.                                         |
| 2007 | EstaciónARTE. México, D.F.                                                                 |